# Adriana Barraza
Adriana Barraza (Toluca, 5 de março de 1956) é uma atriz mexicana de televisão e cinema. Seus filmes mais reconhecidos são Amores perros e Babel, ambos dirigidos por Alejandro González Iñárritu e com Gael García Bernal no elenco.
Seu trabalho em Babel lhe garantiu indicações à importantes prêmios do cinema, como ao Globo de Ouro e ao Screen Actors Guild Award, e também uma indicação ao Oscar de 2007.

## Carreira

### Televisão
- Silvana sin lana (2016) - Trindad ’’Trini’’ Altamirano
- Queen of the South (2016)
- Amor sin Maquillaje (2007) - Monique
- Prisionera (2004) - Dety
- Cómplices al rescate (2002)
- Classe 406 (2002/2003) - Mabel
- El Manantial (2001)
- Aventuras en el tiempo (2001)
- Locura de amor (2000) - Soledad Retana
- Nunca te olvidaré (1999)
- Soñadoras (1998)
- Vivo por Elena (1998) - "la Machin"
- Alguna vez tendremos alas (1997) - Clara Domínguez
- La Culpa (1996) - Naya Camppbel
- Bajo un mismo rostro (1995) - Elvira
- Imperio de cristal (1995) - Flora
- La Paloma (1995) - Madre clara

### Séries
- Mujer, casos de la vida real (2000/2003) - (10 Episodios)
- The Strain (2014) - Guadalupe Elizalde

### Cinema
- Rambo -The Last Blood - 2019
- Thor (2011) - Isabel Alvarez
- From Prada to Nada - 2011
- Drag Me To Hell - 2009
- Babel - 2006
- Amores perros